# 丹热
丹热（法語：Dingé，法語發音：[dɛ̃ʒe]）是法国伊勒-维莱讷省的一个市镇，位于该省中北部，属于雷恩区。

## 地理
丹热（48°21'27"N, 1°42'58"W）面积52.89 平方千米，位于法国布列塔尼大區伊勒-维莱讷省，该省份为法国西北部沿海省份，位于布列塔尼半岛东部，北濒大西洋，西接阿摩尔滨海省和莫尔比昂省，南至大西洋卢瓦尔省，西南端接曼恩-卢瓦尔省，东临马耶讷省，东北与芒什省接壤。
与丹热接壤的市镇（或旧市镇、城区）包括：孔堡、凡镇、吉佩勒、埃代-巴祖日、朗里冈、马尔西耶拉乌勒、伊勒河畔蒙特勒伊、凯布里亚克、圣莱热德普雷、坦泰尼亚克。

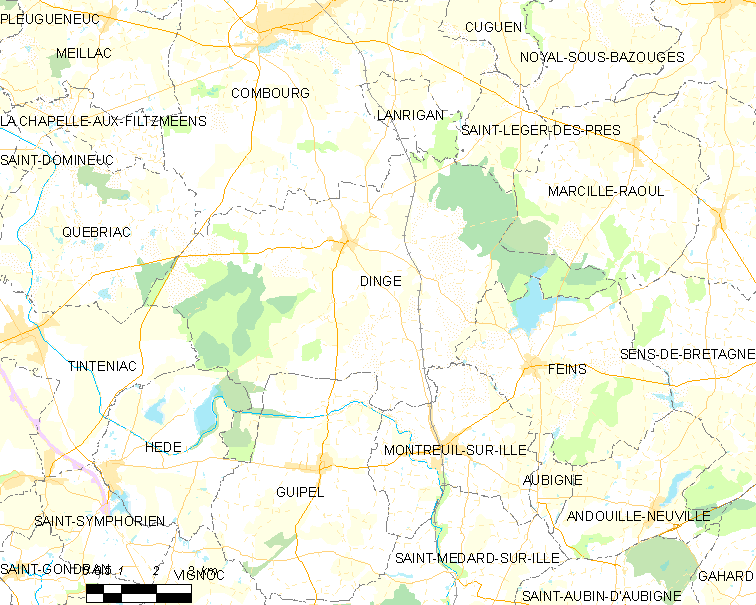
丹热的OSM定位图

丹热的时区为UTC+01:00、UTC+02:00（夏令时）。

## 行政
丹热的邮政编码为35440，INSEE市镇编码为35094。

## 政治
丹热所属的省级选区为孔堡县。

## 人口

1962-2008年间丹热人口变化图示

丹热于2022年1月1日时的人口数量为1690人。